# الفاراز دو سایاگو
الفاراز دو سایاگو (به اسپانیایی: Alfaraz de Sayago) یک شهرستان در اسپانیا است که در استان سامرا واقع شده‌است.